# Салвард
Салвард (вірм. Սալվարդ) — село в Сісіанському районі Сюнікського марзу Республіки Вірменія, приблизно в 10 км на південний захід від міста Сісіан, на висоті 1900-2000 м. над рівнем моря. Відстань від центру Капанського району по дорозі становить близько 116 км. 
Під назвою Алілу входило до Зангезурської губернії Єлизаветпольської губернії царської Росії. У радянські роки входив до складу Зангезурської області Вірменської РСР, а з 1930 року — до Сисіанської області. Перейменований в Салвард у 1935 році. З 1995 року входить до складу Сюнікської області Республіки Вірменія. 

## Географія
Громада Салвард розташована в районі Сісіан марзу Сюнік. Громада примикає до поселень Гацаван, Брнакот, Танахат, Тасік і Аревіс. Із західного боку села височіє друга за висотою гора Салвард, висота якої становить 3169 метрів. Відстань громади від Сисіана становить 14 км, від обласного центру – 132 км, від столиці – 239 км. Адміністративна площа громади становить 4072 га. Село розташоване на висоті 1960 метрів над рівнем моря. 
Для регіону характерний помірно-континентальний клімат із жарким літом і холодною зимою. Середня річна температура 6,6С, середня зимова -12С (максимальна - 25С), середня температура влітку 6С, максимальна 32С0. Середньорічна кількість опадів становить 370 мм.
Салвардська громада безліса. Значна частина території села знаходиться в степовій зоні. Степи бувають двох типів: різнотравні та осоково-трав’яні. Значні площі займають луки, які є однією з основних кормових баз для тваринництва села. Верхня зона багата альпійськими луками, які також зберігаються як луки. Тут росте змішана рослинність (конюшина, люцерна, осока та ін.). Тваринний світ не відрізняється від усього тваринного світу Сисіану. Характерні тварини високогір'я — вовк, лисиця, заєць, борсук. До родини птахів входять куріпка, сорока, ворона, соловей, голуб, орел і лось.

## Історія
Село Салвард розташоване в південно-західній частині Вірменії, в районі Сюнік. Село згадується з 1828 року, коли кілька сімей переїхали з провінцій Хой і Салмаст Персії, іммігрували та заснували село під назвами Алілу, Айбалу, а потім Салвард. За часів радянської економіки село мало досить добрі традиції в галузі землеробства і особливо скотарства. Один із перших колгоспів у регіоні був створений у Сальварді в 1930 році. У 1970-80 роках в селі було близько 700 дійних корів, 400 голів дрібної рогатої худоби, 150 голів свиней. У 1992 році колективне господарство було розпущено і стало колективним господарством. Останній проіснував до 1999 року. Село електрифіковано в 1948 році. А перший телефон увійшов у село у 1960 році. У 1956 році силами громади був побудований перший водогін, яким користувалася вся громада, а другий водопровід увійшов до громади в 1966 році. У громаді діє будинок культури, який був побудований у 1975 році.